# Hispano-Suiza Alphonso XIII
Hispano-Suiza Alphonso XIII är en sportbil, tillverkad av den spanska biltillverkaren Hispano-Suiza mellan 1911 och 1914.
Marknaden för personbilar i det fattiga Spanien var begränsad och en av Hispano-Suizas få stadiga kunder var landets kung Alfons XIII. Som så många andra biltillverkare bestämde man sig för att använda sig av bilsport i marknadsföringen. Hispano-Suiza fick sitt internationella genombrott när man vann den franska tävlingen Coupe de L'Auto 1910.
Med den vinnande bilen som bas tog Marc Birkigt fram Type 15. Bilen blev dock känd som Alphonso XIII, uppkallad efter kungen. Detta var en av de första sportbilarna avsedda för landsvägskörning. Bilen hade en stor fyrcylindrig motor. Med cylindermåtten 80 x 180 mm var den rejält långslagig, vilket gav ett imponerande vridmoment. Växellådan var placerad direkt bakom motorn, detta vid en tid då växellådan oftast placerades mitt i chassit, mellan motorn och bakaxeln.